# Dorfkirche Seitenbrück

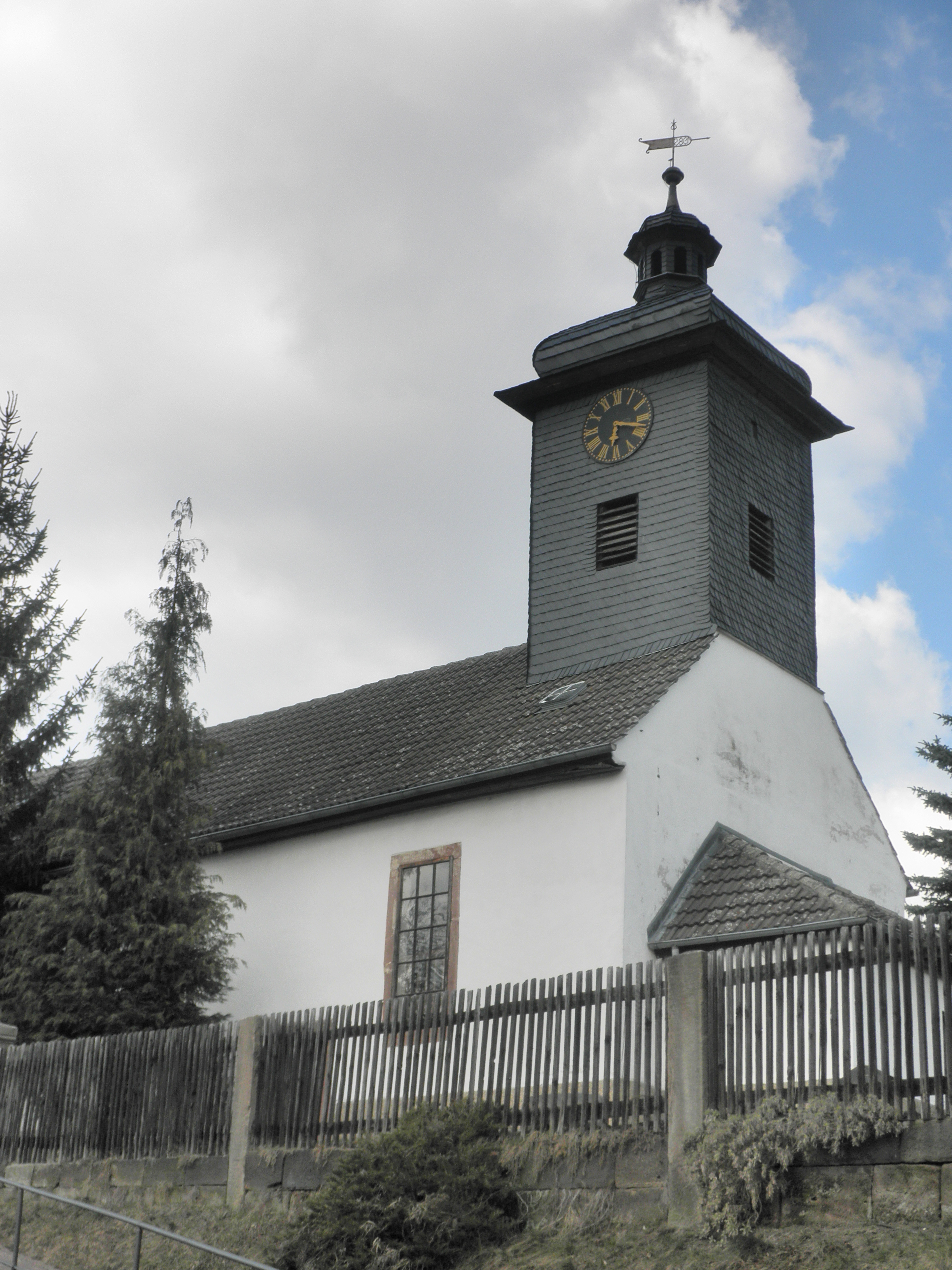
Die Kirche

Die Dorfkirche Seitenbrück steht in Seitenbrück, einem Ortsteil der Gemeinde Oberbodnitz im Saale-Holzland-Kreis in Thüringen. Sie gehört zum Pfarrbereich Trockenborn im Kirchenkreis Eisenberg der Evangelischen Kirche in Mitteldeutschland.
Ursprünglich war sie eine romanische Saalkirche und ist vielfach verändert worden. Die Funktion des Chors gibt es nicht. Der Dachturm ist von 1865. Der Zugang besteht an der Südseite, obwohl das Westportal erhalten ist. Innen besteht eine schlichte Ausstattung.